# 1699 Гонкасало
1699 Гонкасало (1699 Honkasalo) — астероїд головного поясу, відкритий 26 серпня 1941 року.
Тіссеранів параметр щодо Юпітера — 3,638.